# Vít Musílek
Vít Musílek (* 22. února 1995 Ústí nad Labem) je český investor a podnikatel, cestovatel, majitel Ústecké hvězdárny.

## Život
Studoval střední školu zdravotnickou v Ústí nad Labem.[zdroj?] Od roku 2012 obchodoval se zbožím z Číny a pomáhal organizovat vzdělávací programy tradiční čínské medicíny.
V roce 2014 byl přijat na studium mandarínské čínštiny do Pekingu na North China Electric Power University, kterou dokončil mezinárodní zkouškou HSK 4[zdroj?] a v letech 2016–2018 studoval tradiční čínskou medicínu.[zdroj?]
Založil leteckou mobilní aplikaci Skychatters.com, která dává uživatelům možnost kontaktovat ostatní spolucestující v letadle a to i měsíce před odletem. V roce 2020 aplikace získala uživatele na 296 mezinárodních letech v Evropě. V roce 2021 tuto aplikaci podpořila společnost Airbus.
Následně se stal startupovým mentorem v ČSOB Startit akcelerátoru a Inovačním centru Ústeckého kraje.
Je také zakladatelem a spolumajitelem společnosti Skyhomes, která v České republice postavila první takzvaný "Bubble hotel".
Na začátku roku 2022 zakoupil ruinu Ústecké hvězdárny za účelem její záchrany do původního stavu. Má v úmyslu nabídnout ji veřejnosti k pozorování hvězd, vzdělávání v astronomii, školám k vědeckým účelům, ale i technologickým startupům k vývoji vesmírných technologií a průzkumu vesmíru.
V roce 2024 s českou hodinářskou společností ELTON Hodinářská, a.s., výrobcem hodinek PRIM, realizoval projekt primdovesmiru.cz, v jehož rámci byly vyrobeny hodinky PRIM TYCHO BRAHE KOSMOS 00, které byly následně vydraženy v pražské Galerii Artslimit, kde součástí aukce byl experimentální let do stratosféry, jehož cílem bylo otestovat odolnost mechanických hodinek v náročném prostředí. Po úspěšné dražbě byly hodinky vyslány do stratosféry, kde byly testovány v extrémních podmínkách s teplotami dosahujícími až −70 °C, podařilo se dosáhnout rychlosti 286 km/h a hodinky byly vystaveny radioaktivnímu prostředí.